# Gideon Welles
Gideon Welles (1 de julio de 1802 - 11 de febrero de 1878) fue el Secretario de la Armada desde 1861 a 1869, un puesto que se ganó en el gabinete después de apoyar a Lincoln en las elecciones de 1860. En contraposición all bloqueo de la Unión de los puertos del Sur, llevó efectivamente a cabo su parte en el Plan Anaconda, que sellaba en gran medida la parte frente a la costa de la Confederación y prevenir el intercambio de algodón para suministros de guerra. Esto se considera como una de las principales causas de la victoria de la Unión en la Guerra Civil, y su logro en la expansión de la Armada en un décimo fue muy elogiado. Welles también fue instrumental en la creación de la Medalla de Honor de la Armada.

## Primeros años en política
Gideon Welles, era hijo de Samuel Welles y Ann Hale, nació el 1 de julio de 1802, en Glastonbury, Connecticut. Su padre era marino mercante y ferviente seguidor de Jefferson;  era miembro de la Convención, que constituyó la primera Constitución del estado de Connecticut en 1818 que abolió la carta colonial y oficialmente cortó los lazos políticos con Inglaterra. Esta constitución es también notable por haber revocado las órdenes anteriores y crear la libertad de culto. Fue miembro de la séptima generación de su familia en Estados Unidos. Su primer antepasado inmigrante fue Thomas Welles, que llegó en 1635 y fue el único hombre en la historia de Connecticut en alcanzar los cuatro oficinas principales: gobernador, vicegobernador, tesorero y secretario. También fue el transcriptor de las Leyes Fundamentales.  Samuel Welles y Ruth (Rice) Welles, la hija de Edmund Rice, fue un inmigrante que llegó en 1638 a Sudbury y fundador de Marlborough, Massachusetts.
Se casó el 16 de junio de 1835, en Lewiston, Condado de Mifflin, Pensilvania, Mary Jane Hale,, que nació el 18 de junio de 1817, en Glastonbury, Connecticut, hija de Elias White Hale y Jane Mulholland. Su padre, Elias, se graduó por la Universidad de Yale en 1794 y ejerció como abogado en Mifflin y Centre Counties, Pensilvania. Murió el 28 de febrero de 1886, en Hartford, Connecticut, y fue enterrada junto a su marido en el cementerio de Cedar Hill en Hartford. Gideon y Mary Jane fueron padres de seis hijos. 
Estudió en la Academia Episcopal en Cheshire, Connecticut, diplomándose en la literatura estadounidense, Ciencia y en la Academia Militar en Norwich, Vt. (Más tarde la Universidad de Norwich). Fue abogado según la práctica común de entonces de la lectura de la ley, pero pronto cambió al periodismo y se convirtió en el fundador y editor de la Hartford Times, en 1826. Fue elegido a la Cámara de Representantes de Connecticut desde 1827 a 1835, participó como demócrata. Después de su servicio en la Asamblea General de Connecticut, se desempeñó en varios puestos, incluidos Regulador Estatal de Cuentas Públicas en 1835, administrador de correos de Hartford (1836-1841), y Director de la Oficina de las provisiones y ropa para la Marina (1846-1849).
Welles era un demócrata seguidor de Jackson que trabajó muy de cerca con Martin Van Buren y John Milton Niles. Su principal rival en el Partido Demócrata de Connecticut fue Isaac Toucey, a quien sustituiría en el Departamento de Marina. Mientras Welles había apoyado James K. Polk en las elecciones de 1844, más tarde abandonaría a los demócratas en 1848 para apoyar la campaña de Van Buren de suelo libre.
Principalmente debido a sus fuertes puntos de vista antiesclavitud, Welles cambió la lealtad en 1854 hacia el Partido Republicano de reciente creación y fundó un periódico en 1856 (el Hartford Evening Press) que abrazaría las ideas republicanas durante décadas a partir de entonces. Welles apoyó firmemente a Abraham Lincoln y en 1860 era el candidato lógico de Nueva Inglaterra del gabinete de Lincoln, y en marzo de 1861, Lincoln lo nombró como su Secretario de la Armada.

## Mandato en el gabinete de Lincoln

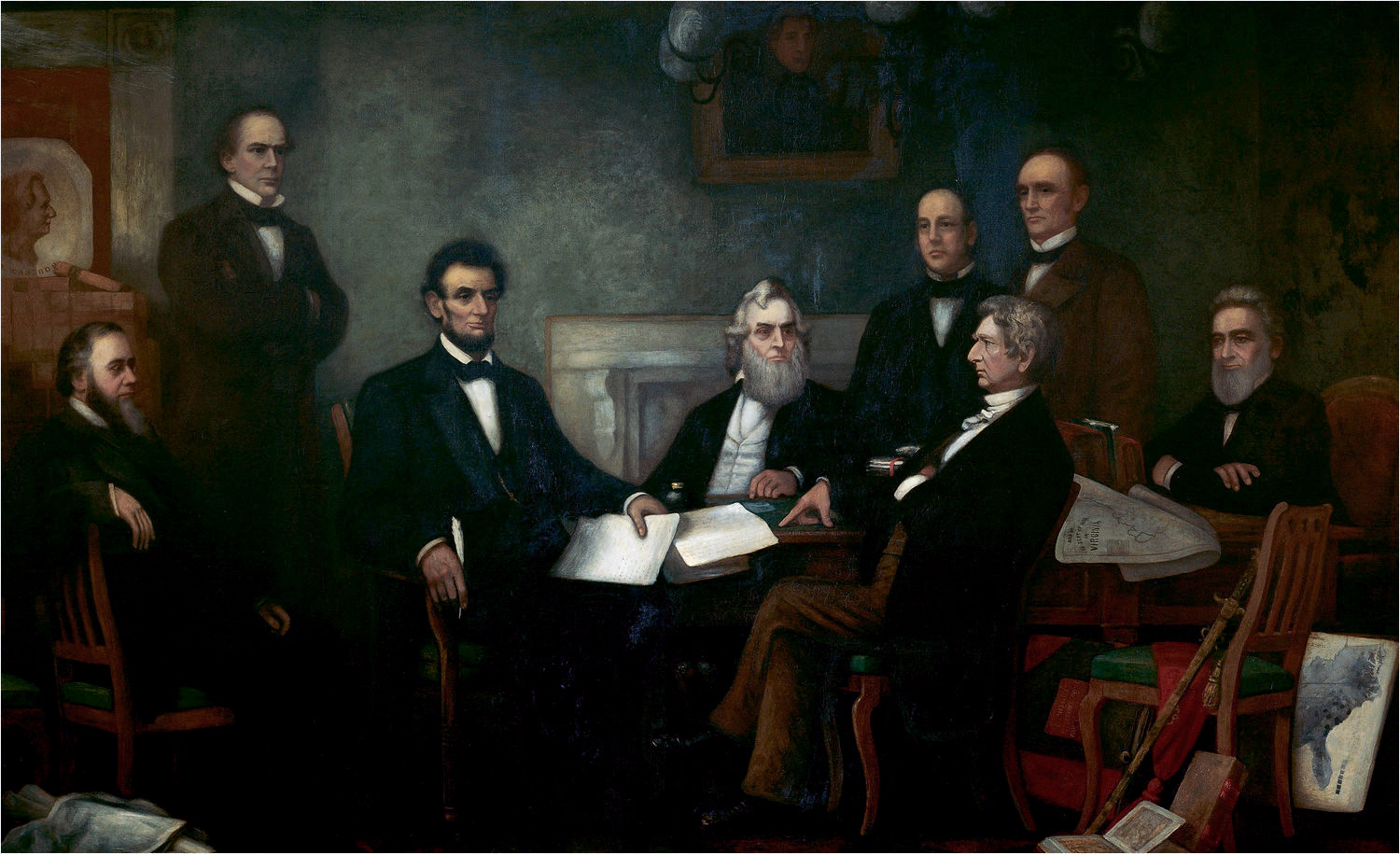
Primera lectura de la Proclama de Emancipación del presidente Lincoln por Francis Bicknell Carpenter

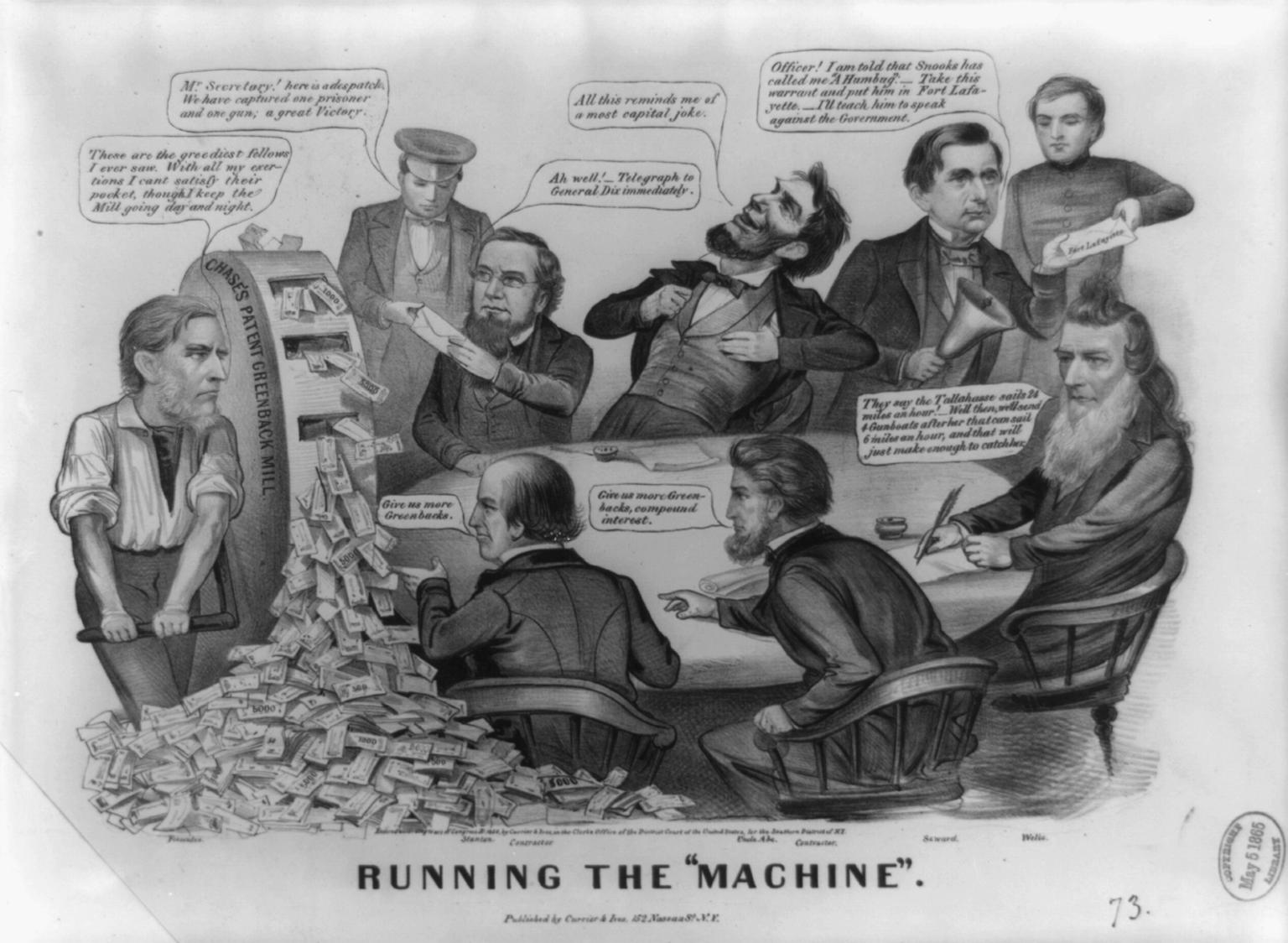
The Running Machine
Una viñeta de 1864 donde se presenta a Welles, William P. Fessenden, Edwin M. Stanton, Abraham Lincoln y William H. Seward tienen una posición decisiva en la administración de Lincoln.

Welles encontró el Departamento Naval en desorden, con los oficiales del sur retirándose en masa. Su primera acción importante fue enviar al más poderoso buque de guerra de la Armada, el USS Powhatan, para aliviar al fuerte Sumter según las instrucciones de Lincoln. Desafortunadamente, el secretario de Estado Seward acababa de enviar al Powhatan al Fort Pickens, Florida bajo su propia autoridad, arruinando cualquier oportunidad que Mayor Robert Anderson tuviese de resistir el asalto. Varias semanas más tarde, cuando Seward ponía en duda el bloqueo de los puertos del sur, Welles discutió a gritos en contra de la acción, pero fue finalmente desautorizado por Lincoln.  A pesar de sus dudas, los esfuerzos de Welles para la reconstrucción de la Armada y poner en práctica el bloqueo demostraron una eficacia extraordinaria. De 76 barcos y 7.600 marineros en 1861, la Armada se expandió casi diez veces en 1865. Su puesta en práctica de la parte naval del Plan Anaconda debilitó enormemente la capacidad de la Confederación para financiar la guerra, al limitar el comercio de algodón, y aunque nunca del todo eficaces en el sellado de todas las 3.500 millas de la costa meridional, fue una importante contribución a la victoria del Norte. Lincoln apodó a Welles como su "Neptuno".
Al comienzo de la guerra, David Dixon Porter escribió a Welles que "la actual asignación de tripulaciones... Es para el establecimiento de la paz y no se adapta en absoluto a los tiempos de guerra".  En otra ocasión, Porter dijo a Welles que su propio barco carecía de carbón y que se requería de los pequeños vapores de poco calado para que el bloqueo fuese efectivo. Desde Mobile hasta el río Misisipi, numerosos entrantes permitían la entrada a las pequeñas embarcaciones confederadas a través del bloqueo Federal.

A pesar de sus éxitos, Welles nunca estuvo a gusto en el Gabinete de Ministros. Sus sentimientos anti-ingleses le causaban contrastes con Seward, y su posición conservadora de Welles le llevaban a discusiones con el secretario del Tesoro Salmon P. Chase y el ministro de la Guerra Edwin M. Stanton.

## Mandato en el gabinete de Johnson
Después del asesinato de Lincoln, Welles fue retenido por el presidente Andrew Johnson como Secretario de la Marina. En 1866, Welles, junto con Seward, jugó un papel decisivo en el lanzamiento del Partido de la Unión Nacional como una tercera alternativa parte que apoyaba las políticas de conciliación de Johnson. Welles también jugó un papel destacado en la malograda campaña "oscilación alrededor del círculo" de Johnson que finalmente se derrumbó. Aunque Welles admitió en su diario que estaba consternado por el comportamiento de Johnson en el viaje, sobre todo por la inclinación del presidente a la invectiva y participar directamente con los alborotadores, Welles se mantuvo leal a Johnson hasta el final, incluso felicitándolo en 1875 cuando Johnson, que entonces era ya expresidente, relanzó su reaparición política con su elección al Senado de Estados Unidos por Tennessee. 
Welles dejó el Consejo de Ministros el 3 de marzo de 1869, después de haber regresado al Partido Demócrata después de estar en desacuerdo con las políticas de reconstrucción de Andrew Johnson, pero apoyándolo durante su juicio de destitución. 

## Últimos años y muerte
Después de dejar la política, Welles regresó a Connecticut y para escribir, editar sus diarios, y ser autor de varios libros antes de su muerte, incluyendo una biografía, Lincoln y Seward, publicado en 1874.
Fue Compañero de tercera clase de la Orden militar de la Legión Leal de los Estados Unidos. Mientras que la Legión Leal se componía fundamentalmente de los oficiales de la Unión que habían servido en la guerra civil americana, la constitución de la Orden consideraba también a miembros honorarios (es decir Compañeros tercera clase) que eran civiles que habían hecho contribuciones significativas a la guerra. Welles también fue instrumental en la creación de la medalla de honor de la Armada.
Hacia el final de 1877, su salud comenzó a decaer. Una infección estreptocócica de la garganta mató a Gedeón Welles a la edad de setenta y cinco años, el 12 de febrero de 1878. Su cuerpo fue enterrado en el cementerio de Cedar Hill en Hartford, Connecticut.

## El Diario de Gideon Welles

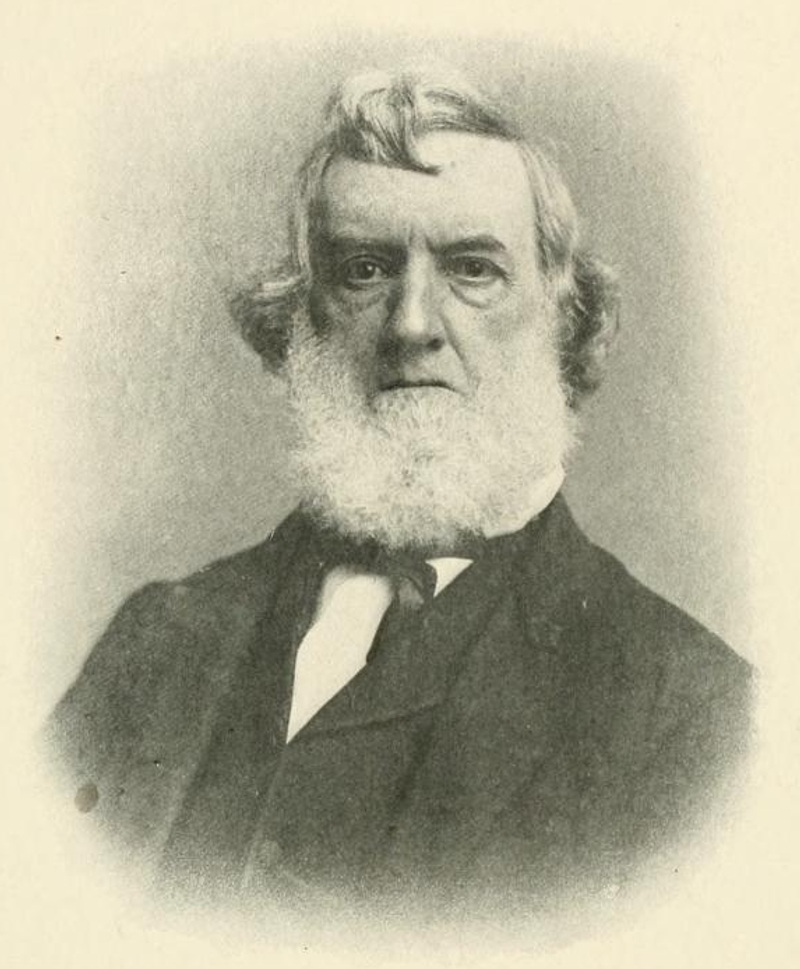
Gideon Welles

El diario de tres volúmenes de Welles, documentando su servicio en el Gabinete, desde 1861 a 1869, es un archivo de gran valor para los estudiosos y estudiantes de la guerra civil  y de Lincoln por igual, lo que permite a los lectores una rara visión de la complejas luchas, intrigas y luchas inter-relacionales dentro del Gabinete de Guerra del Presidente. A pesar de que ofrece una representación única y bastante sin igual de las inmensas personalidades y problemas que afectaron a los hombres que llevaron a la Unión a la victoria final, la primera edición (publicada en 1911) sufre de reescrituras por el mismo Welles, y después de su muerte, por su hijo; la edición de 1960 se tomó directamente de su manuscrito original. La versión de 1911 de su diario se puede encontrar en Google Books: Vol. I (1861 – 30 de marzo de 1864), Vol. II (1 de abril de 1864 – 31 de diciembre de 1866), Vol. III (1 de enero de 1867 – 6 de junio de 1869).

## Dedicatorias póstumas
Dos naves se han nombrado USS Welles en su honor. Las zonas comunes en la Cheshire Academy y la Escuela Gedeon Welles en Glastonbury, Connecticut, también llevan su nombre. En el barrio Lincoln Square de Chicago, el Parque Welles fue dedicado en honor de Gedeón Welles en 1910,, y más recientemente, un restaurante adyacente también ha recibido el nombre de Gedeón Welles que se abrió en 2014.